# Śluby panieńskie
Śluby panieńskie, czyli Magnetyzm serca. Komedia w pięciu aktach, wierszem – komediowy utwór dramatyczny Aleksandra Fredry z 1832, napisany wierszem. Premiera miała miejsce we Lwowie w 1833. Głównym tematem utworu podzielonego na V aktów jest miłość. 

## Geneza
Pierwsza wersja komedii, zatytułowana Magnetyzm, powstała w 1827, o czym świadczy data umieszczona przez samego autora na autografie. Zachował się plan pierwszej wersji sztuki, przechowywany obecnie w Bibliotece Narodowej, a także niepełny odpis pierwszej wersji sztuki zatytułowany Nienawiść mężczyzn, przechowywany w Ossolineum. Finalna redakcja powstała dopiero w 1832. Nie zachowały się rękopisy utworu, aczkolwiek do II wojny światowej istniał odpis sztuki sporządzony obcą ręką w 1833 na potrzeby cenzury lwowskiej i kopia z 1833 dla warszawskiego Teatru Narodowego. Prapremiera sztuki odbyła się we Lwowie 15 lutego 1833, zaś w Warszawie wystawiono ją 16 listopada 1834. Drukiem ukazała się po raz pierwszy w 1834 w tomie IV zbiorowego wydania dzieł Fredry (s. 5–179).
Tytułowy magnetyzm serca to teoria pseudonaukowa Franza Antona Mesmera. Głosił on, że w ciele istnieje fluid, który oddziałuje na drugą osobę i przyciąga ją jak magnes. Fredro wierzy w teorię bliźniaczych dusz, lecz nie wierzy w miłość od pierwszego wejrzenia.

## Język utworu
W Ślubach da się zauważyć odchylenia w ortografii, fleksji i składni. Pisarz wplótł w tekst wiele przysłów i sentencji, z rzadka za to stosował archaizmy. Język utworu jest źródłem komizmu słownego, który głównie zasadza się na przytaczaniu wypowiedzi jednych bohaterów przez innych, lecz w odmiennej intonacji i dla innych celów. Innym chwytem było także wykorzystanie wieloznaczności leksemów, z której zdają sobie sprawę bohaterowie.

## Wiersz
Fredro oparł swój utwór na jedenastozgłoskowcu. Pojawiają się też dwie inne miary: ośmiozgłoskowiec (we fragmentach, gdzie konieczna była synchronizacja słowa i ruchu) i trzynastozgłoskowiec (we fragmentach prezentujących światopogląd postaci).

## Bohaterowie
Gustaw – najmocniej zaakcentowana postać w utworze. Można go ocenić jako wynik zetknięcia polskiej sarmacko-ziemiańskiej kultury z zagraniczną. Przystojny fircyk, cieszący się powodzeniem u kobiet (taki obraz prezentowany jest w akcie I), przechodzi zmianę wewnętrzną i pod wpływem miłości staje się dojrzałym mężczyzną. W III scenie aktu IV najmocniej zaznaczają się w nim cechy typowego romantyka. Jego imię nawiązuje do Gustawa z Dziadów, którego postawę (romantycznego kochanka) wyśmiewa Fredro w swojej komedii.
Albin – łzawy kochanek, który wykazuje się uległością wobec ukochanej. Wychowany na romantycznych dramatach i romansach. Fredro wyraźnie w tej postaci nawiązuje do sentymentalizmu.
Aniela Dobrójska – dobroduszna, łagodna, naiwna, uległa panna, której cechy zostały dodatkowo podkreślone imieniem. Także dojrzewa do prawdziwego uczucia, gdyż wcześniej znała tylko książkową wersję miłości.
Klara – żywa i energiczna, wierna ślubom złożonym z Anielą, ale ostatecznie pokonana przez zawiłe zabiegi. Błyskotliwa i inteligentna, często korzysta z ostrego języka. W jej postaci można dostrzec zarys emancypantki.
Radost – stryjaszek, poczciwy kawaler, wyrozumiały i troskliwy. Można się domyślić, iż kiedyś kochał się w pani Dobrójskiej.
Pani Dobrójska – matka Anieli i opiekunka Klary, czcigodna pani domu.
Jan – służący, wyprowadzacz koni.

## Streszczenie
Fabuła komedii opowiada historię dwóch panienek Anieli i Klary, które postanawiają nigdy nie wychodzić za mąż i dręczyć mężczyzn swą obojętnością. Zakochany Albin od razu zostaje odrzucony przez Klarę, Aniela również jest obojętna na zaloty Gustawa, który z początku nie mógł uwierzyć w owe przysięgi dziewcząt. W końcu wymyśla on intrygę w celu zdobycia ukochanej i pomocy płaczącemu z rozpaczy Albinowi.
Komedia Fredry przedstawia miłość jako wielką, prawdziwą siłę, która pobudza ludzi do działania i przynosi radość życia. Fredro wierzył w potęgę miłości, która według niego jest szczęściem człowieka, jest radosna, zwieńczona małżeństwem, optymistyczna, lecz trzeba o nią walczyć.

## Inscenizacje
Śluby panieńskie miały przynajmniej 230 inscenizacji teatralnych. W Teatrze Polskiego Radia jako słuchowiska realizowana była pięciokrotnie – w 1953 i 1954 (reż. Jerzy Leszczyński), 1972 (reż. Zbigniew Kopalko), 1993 (reż. Wojciech Markiewicz) oraz 2008 (reż. Henryk Rozen). W Teatrze Telewizji wystawiana była ośmiokrotnie – w 1957 (reż. Maria Wiercińska), 1960 (reż. Henryk Szletyński), 1966 (reż. Ireneusz Kanicki), 1972 (reż. Bohdan Korzeniewski), 1985 i 1995 (reż. Andrzej Łapicki), 2003 (reż. Krystyna Janda) oraz 2017 (reż. Jan Englert), zaś w 2010 Filip Bajon nakręcił na podstawie sztuki film fabularny pt. Śluby panieńskie.

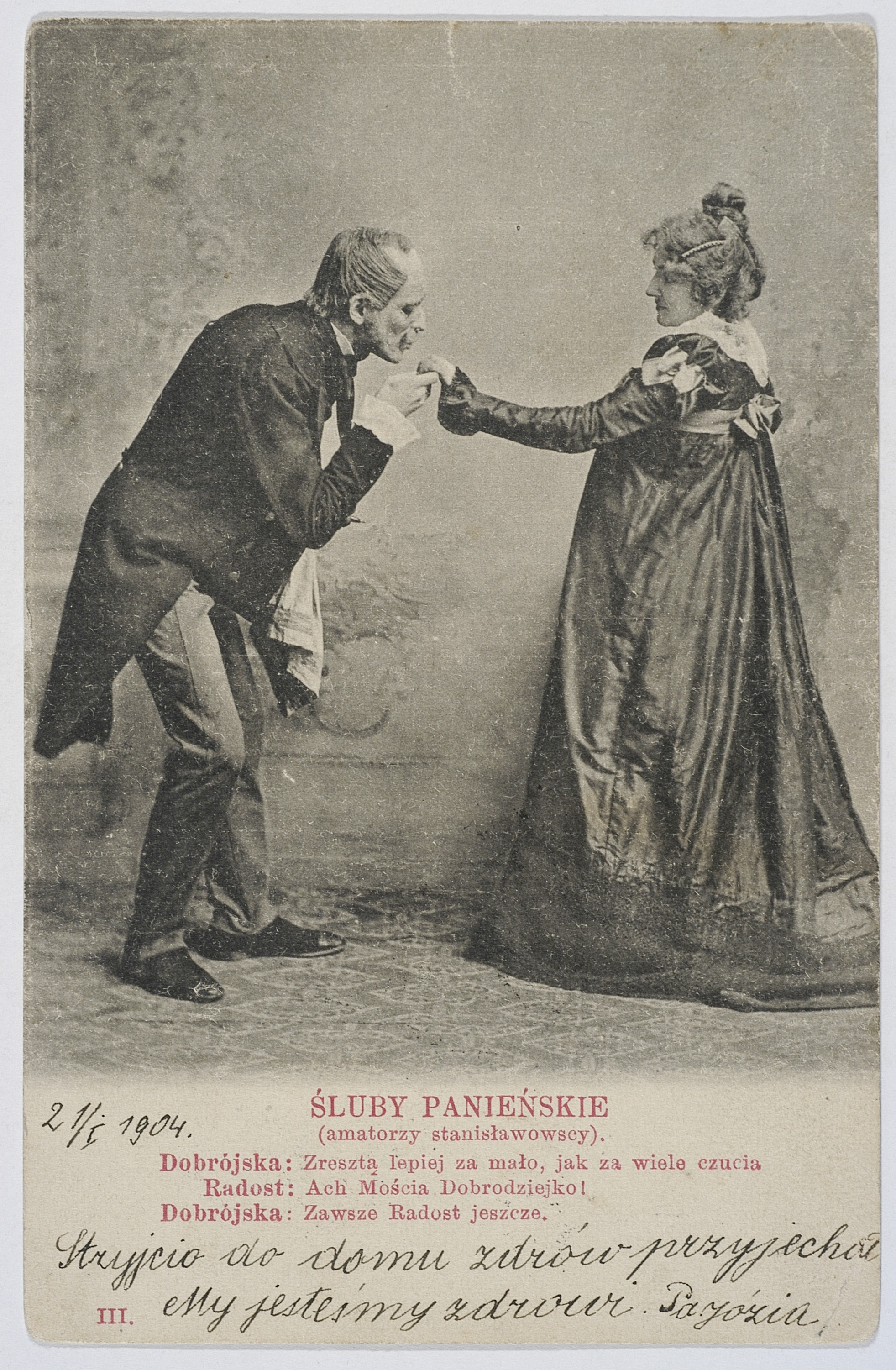
Inscenizacja teatru amatorskiego ze Stanisławowa, około 1904
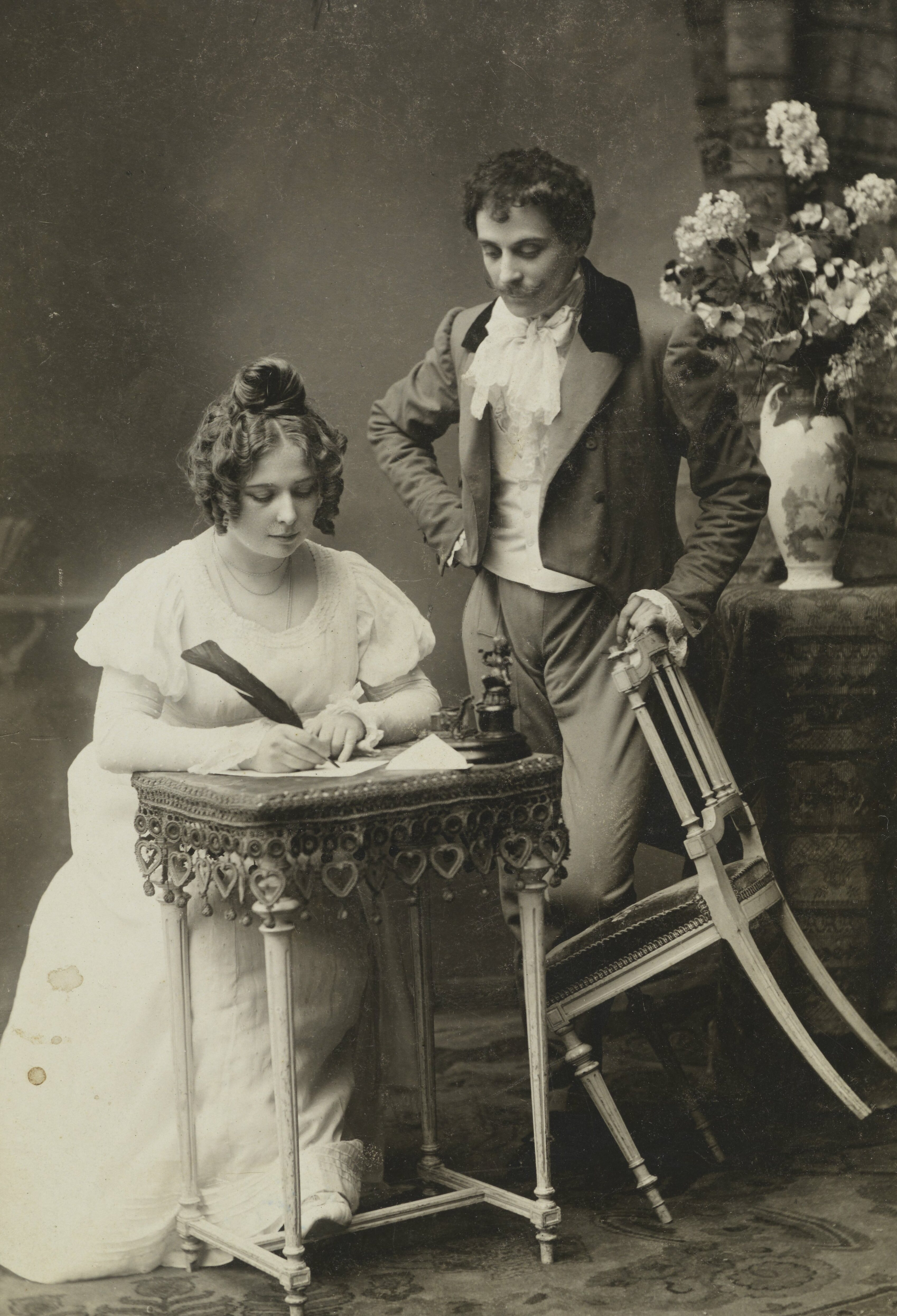
Spektakl Szkoły dramatycznej Michała Przybyłowicza w Krakowie, 1906
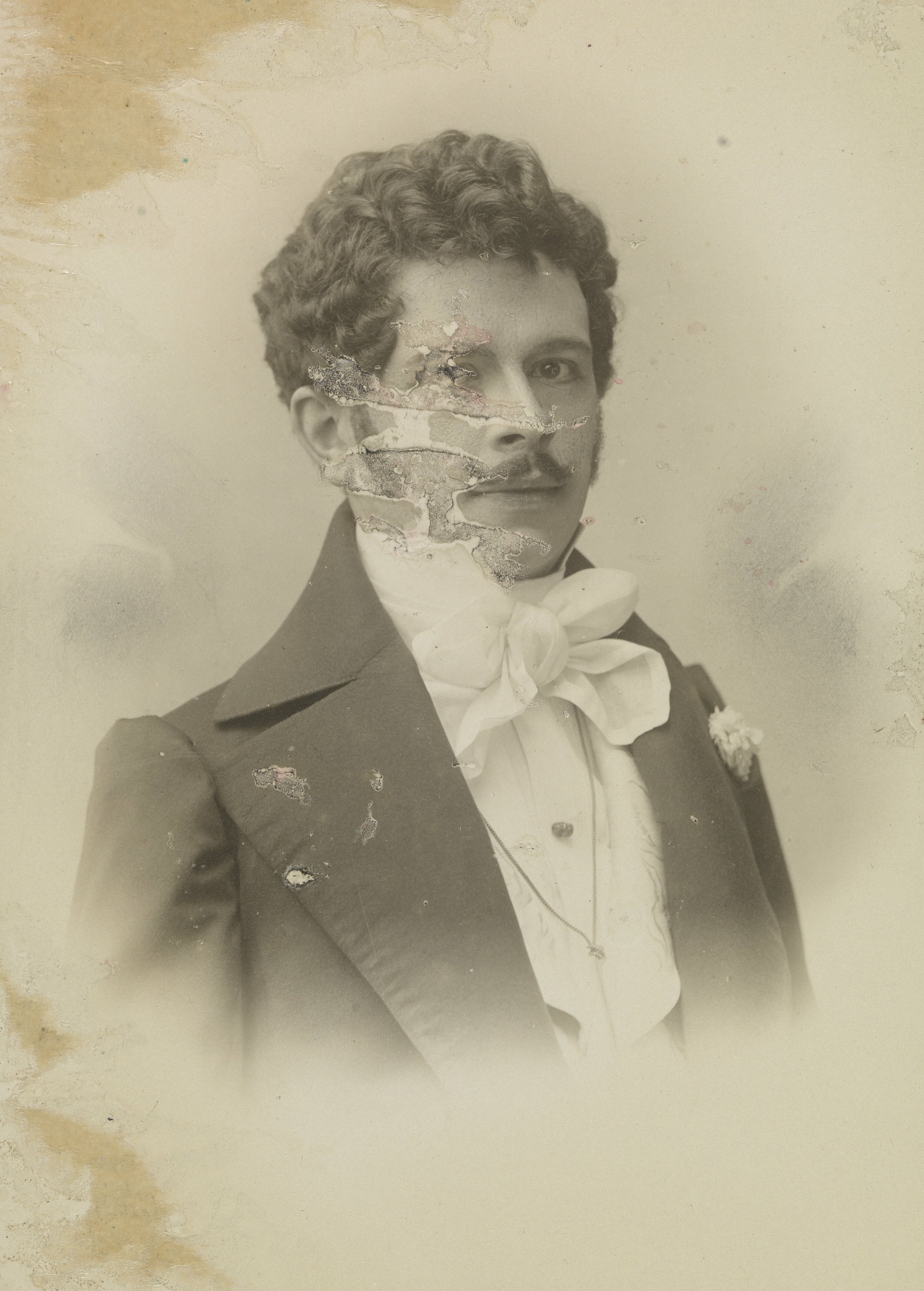
Michał Tarasiewicz w Ślubach panieńskich, około 1907
Rękopis z planem pierwszej wersji sztuki, około 1827
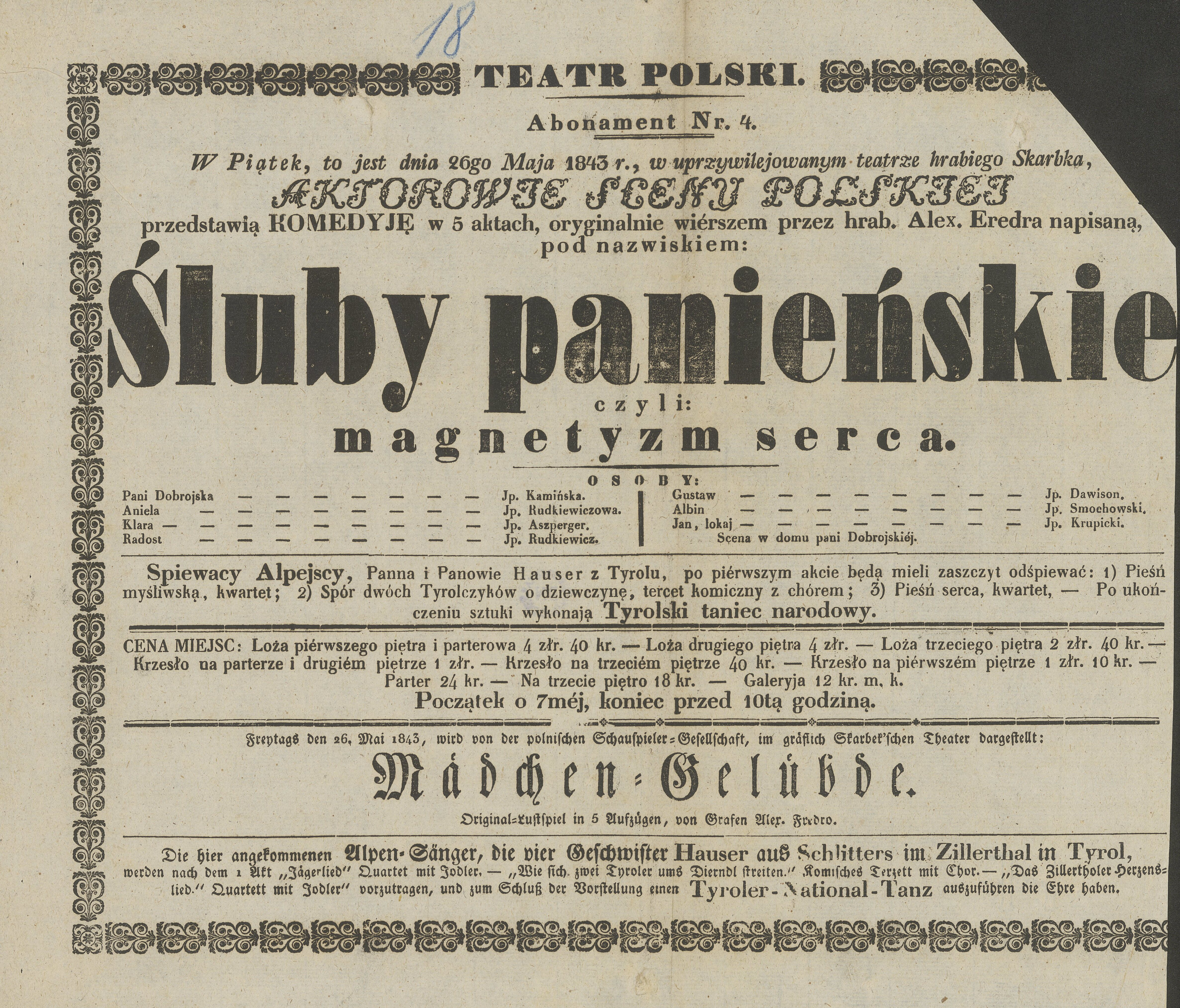
Teatr Polski, Lwów, 1843
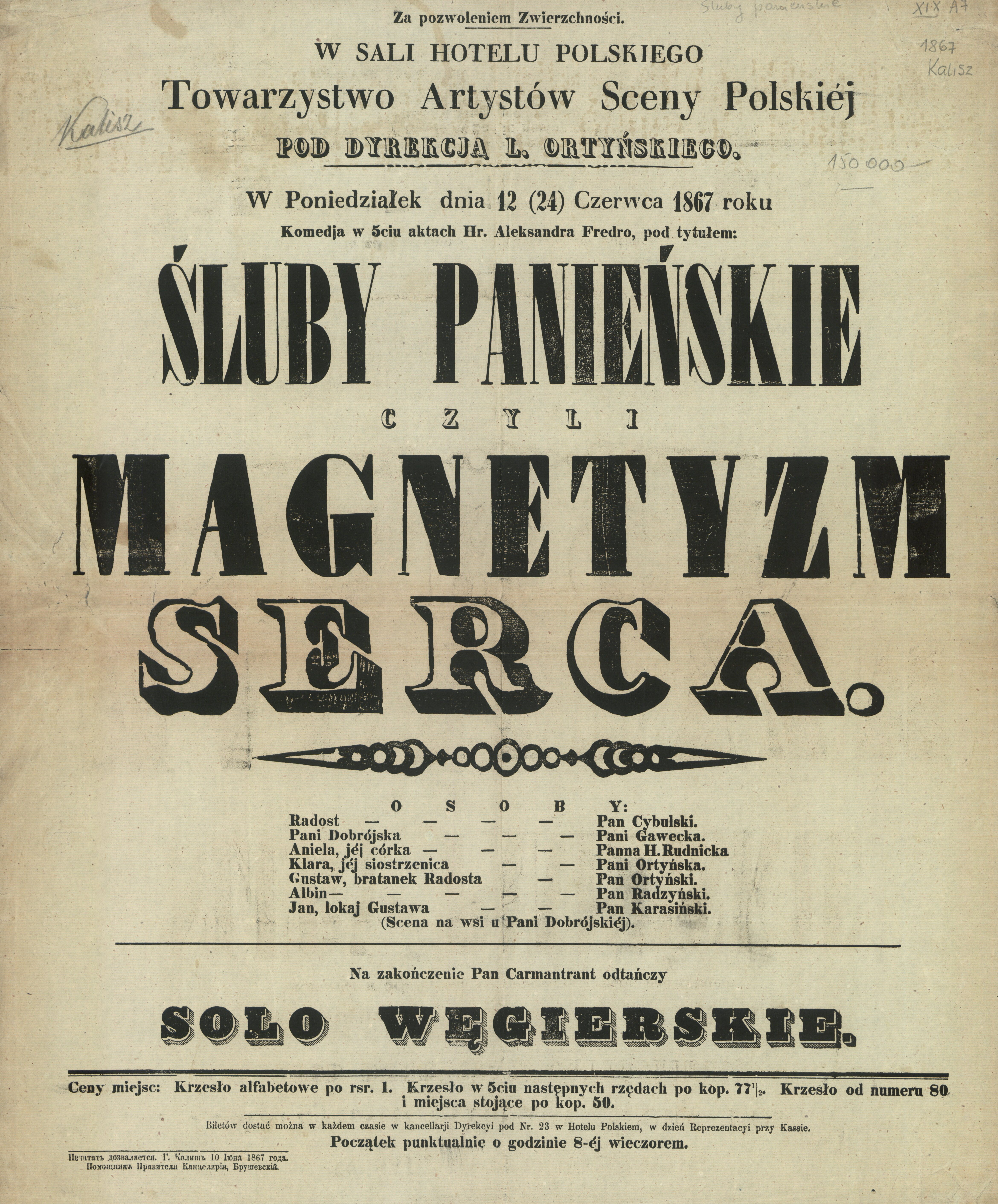
Towarzystwo Artystów Sceny Polskiej, Kalisz, 1867
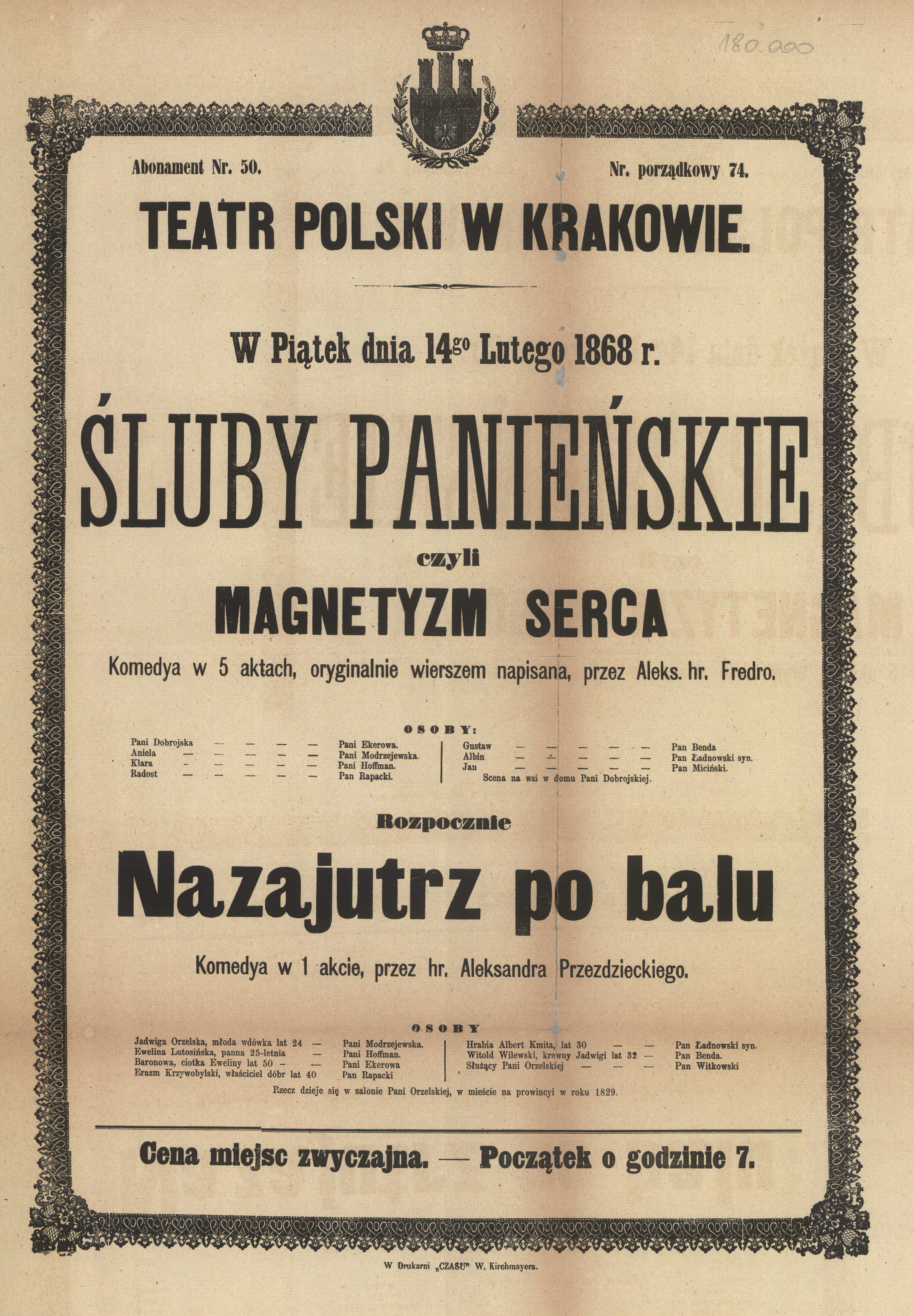
Afisz, Teatr Polski, Kraków, 1868
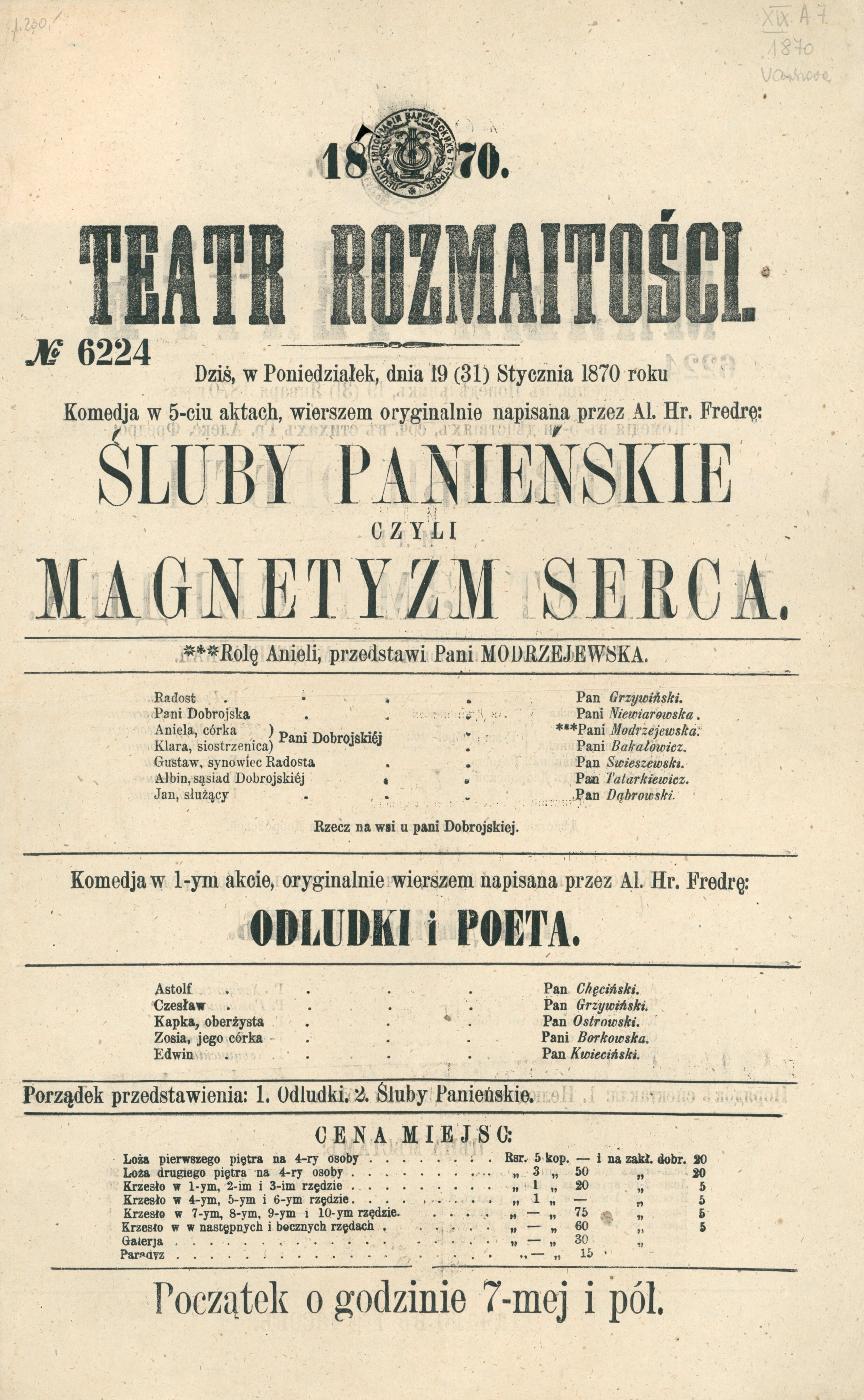
Teatr Rozmaitości, Warszawa, 1870
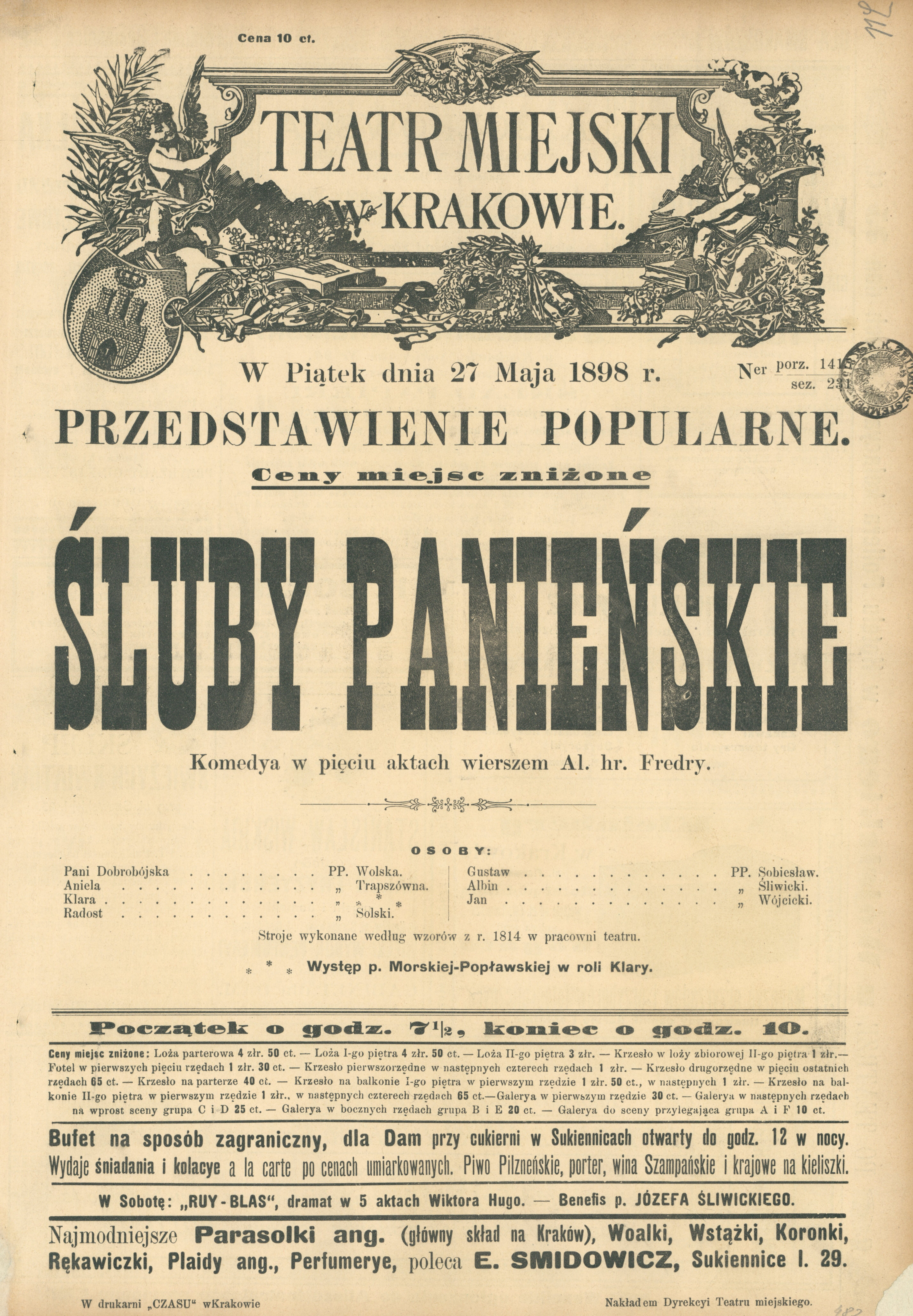
Teatr Miejski, Kraków, 1898
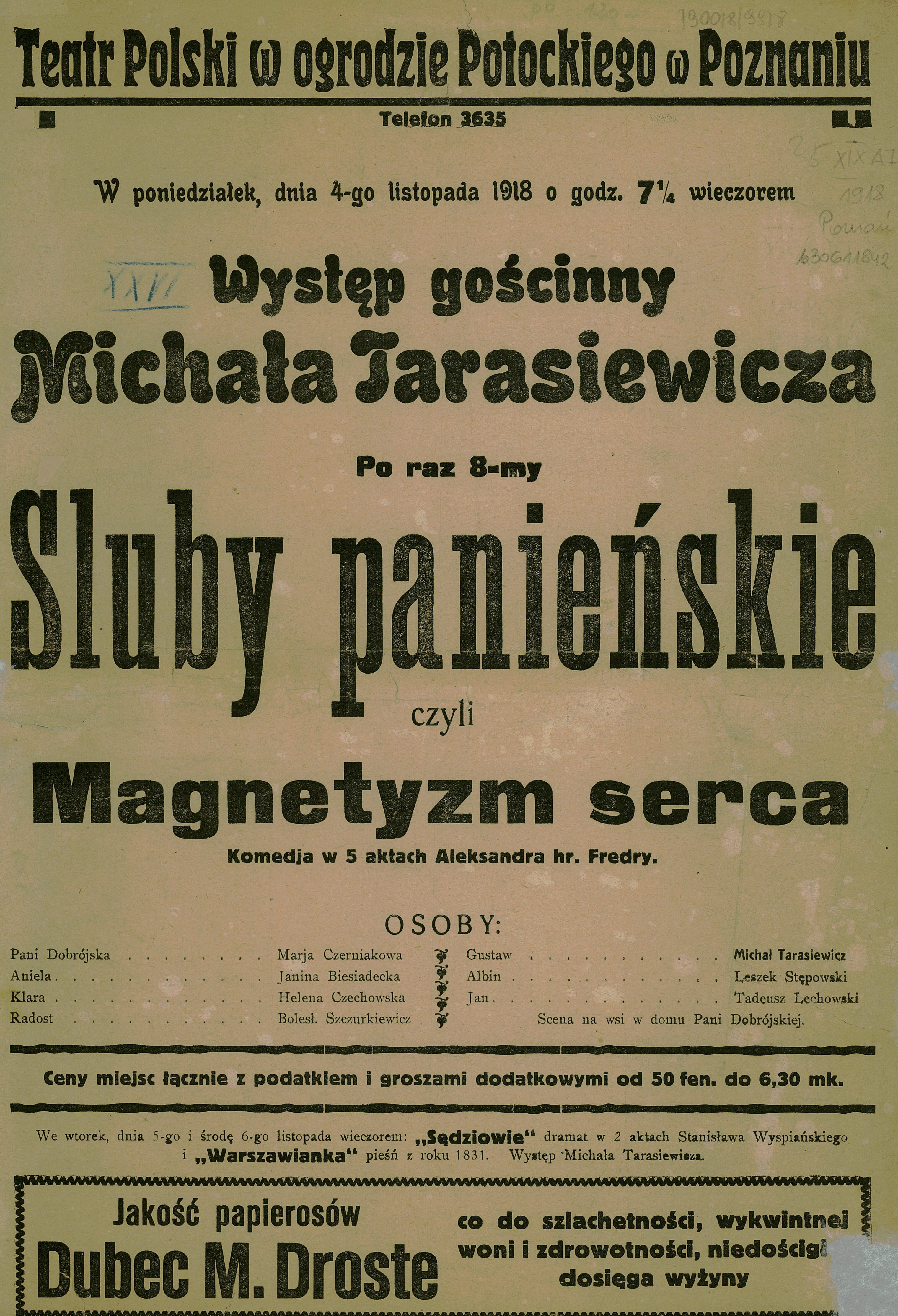
Teatr Polski, Poznań, 1918